# Весляна (деревня)
Весляна — деревня в Княжпогостском районе республики Коми  в составе  сельского поселения Туръя.

## География
Находится на расстоянии примерно 44 км на север по прямой от районного центра города Емва на левом берегу реки Вымь чуть выше устья реки Весляна. Во время УПВ 31 декабря 1978 года температура в Весляне опускалась до -51.3°, при этом минимумы всех зимних месяцев довольно ровные между собой, так января -50.1° а февраля -49.5° и недалеки от декабрьского, а абсолютные максимумы в июне +34.5° и в июле +36.6°- одни из самых высоких по Коми, хотя ещё 1.3° менее Ижемского абс.максимума.

## История
Известна с 1608 года. В 1859 году отмечалась как Веслянское (Веслян).

## Население
Постоянное население  составляло 41 человек (коми 76%) в 2002 году, 24 в 2010 .